# مشروع إدارة المياه والأراضي في الصومال
مشروع الصومال لإدارة المعلومات المائية والأرضية (بالإنجليزية: Somalia Water and Land Information Management) هو منظمة لإدارة الأراضي في الصومال. يتم إدارته بواسطة منظمة الأغذية والزراعة (الفاو) وتمويله       من قبل الاتحاد الأوروبي.